# Anel Mahmutefendic
Anel Mahmutefendic (Banja Luka, Joegoslavië, 21 januari 1978) is een voormalig Bosnisch-Nederlands handbalspeler en tegenwoordig assistent-coach van VfL Gummersbach.

## Biografie
Op zesjarige leeftijd zette hij zijn eerste schreden in het handbal bij het Bosnische Banja Luka in voormalig Joegoslavië. De oorlog die in Joegoslavië heerste, was voor Mahmutefendic reden het land te ontvluchten en op 15-jarige leeftijd bij zijn tante in Eindhoven in te trekken. In Nederland speelde hij onder meer in regioselecties en kwam hij uit voor ploegen als Nijenrodes, UDSV, E&O, Tachos en Volendam. Hij werd Nederlands kampioen, won de beker en Super Cup, en speelde Europees met Tachos en Volendam. Ook handbalde Mahmutefendic over de grens. Als achttienjarige werd hij gekozen tot 'Talent van het jaar'. Via NOC*NSF kreeg hij de kans om de Olympische Spelen van 1996 van dichtbij mee te maken.
In 2009 stopte zijn actieve spelerscarrière en trainde hij vier seizoenen de mannenploeg van Houten, gevolgd door ruim twee jaar bij Volendam 2. Anderhalf jaar hoofdcoach bij Freiberg in de Oberliga toen TV 1893 Neuhausen (3. Liga zuid). In 2018 werd Mahmutefendic trainer van de U23 van Füchse Berlin waar hij in 2020 er voor koos om assistent trainer te worden van VfL Gummersbach wat uit kwam in de 2. Handball-Bundesliga.
Met VfL Gummersbach promoveerde Mahmutefendic naar de Daikin Handball-Bundesliga in 2022 en werd daarmee onderdeel van het team dat de traditieclub terugbracht naar de 1. Liga. Dat leverde hem een inschrijving in het Gouden Boek van de stadt Gummersbach op.